# Корона (музика)
Реч корона или фермата (енгл. fermata, ит. fermare, што значи зауставити) јесте знак за слободно продужење трајања ноте или паузе (најчешће за њену половину). 
Корона се пише изнад или испод ноте или паузе и то:
1. на крају композиције,
2. на крају неког дела композиције,
3. на крају фразе,
4. на месту где мелодија достиже свој врхунац,
5. над тактном цртом - сугерише кратак прекид извођења композиције, као на пример: